# Lassing (Steiermark)
Lassing ist eine Gemeinde mit 1684 Einwohnern (Stand 1. Jänner 2025) in der Obersteiermark im Gerichtsbezirk bzw. Bezirk Liezen, ungefähr 8 km von der Bezirkshauptstadt Liezen entfernt.

## Geografie

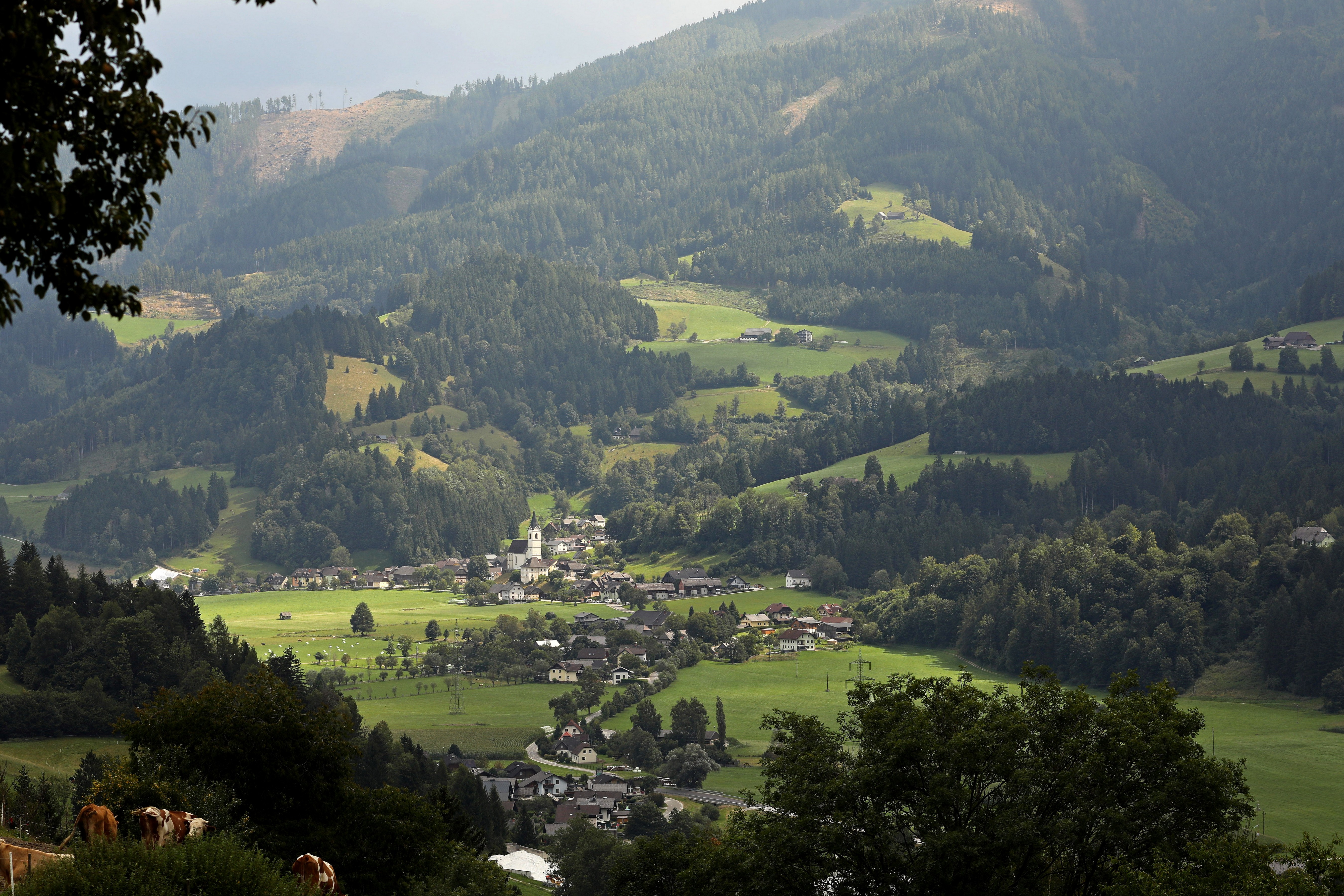

Lassing liegt zum Teil im steirischen Teil des Ennstals und im Paltental, 130 km von Graz, 140 km von Salzburg und 250 km von Wien entfernt. Das Gemeindegebiet liegt auf Meereshöhen zwischen 750 und 900 m im nördlichen Teil der Rottenmanner Tauern, zwischen dem Mitterberg im Norden und dem Blosen beziehungsweise der Hohen Trett im Süden.

### Gemeindegliederung
Das Gemeindegebiet umfasst folgende 18 Ortschaften (in Klammern Einwohnerzahl Stand 1. Jänner 2025):
- Altlassing (131)
- Burgfried (64)
- Döllach (212)
- Fuchslucken (75) samt Höfakorn
- Gatschling (51)
- Heuberg (65)
- Lassing-Kirchdorf (385) samt  Lassing und Schattenberg
- Moos (109)
- Neusiedl (67)
- Niedermoos (94)
- Schattenberg (87) samt Latsching
- Sonnberg (31)
- Spiegelsberg (40)
- Stein (52)
- Treschmitz (82)
- Trojach (96)
- Unterberg (27)
- Wieden (16)

Nach der Errichtung der politischen Gemeinden 1848 bestand das heutige Gemeindegebiet aus zwei eigenständigen Gemeinden mit zwei getrennten Gemeindevorstehungen, Lassing Schattseite und Lassing Sonnseite, die noch heute als Katastralgemeinden bestehen. 1872 wurden diese Gemeinden zur heutigen Gemeinde Lassing vereinigt.
Die Gemeinde besteht aus den Katastralgemeinden Lassing Schattseite und Lassing Sonnseite.

### Nachbargemeinden
|                  | Liezen                                      | Selzthal   |
| Aigen im Ennstal | Kompassrose, die auf Nachbargemeinden zeigt |            |
|                  |                                             | Rottenmann |

## Geschichte
Die Pfarre Lassing wird erstmals 1036 als Laznichove urkundlich erwähnt. Der Name geht auf slawisch laz (Rodung, Lichtung) und althochdeutsch ouwa (Aue) zurück. Lassing ist die Mutterpfarre von Rottenmann und Liezen, war jedoch bis zu dessen Aufhebung dem Augustiner-Chorherrenstift Rottenmann inkorporiert. 1513 wird die spätgotische Pfarrkirche fertiggestellt und am 16. Juni 1513 vom Bischof von Chiemsee geweiht. Sie wird der Schule des Kirchenbauers Christoph Marl zugeschrieben, der auch die Kirchen in Rottenmann, Kammern und Gaishorn baute. Eine Pfarrschule existierte nach Urkunden erstmals 1596 in Lassing.
Während der Reformationszeit wurde die Burg Strechau Zentrum des Protestantismus. Unter den Freiherren von Hoffmann wurde auch in Lassing ein protestantischer Prediger installiert. Im Zuge der katholischen Reform wurde das Gemeindegebiet rekatholisiert; es verblieben jedoch bis zum Toleranzpatent Geheimprotestanten in der Gemeinde.
Bis 1786 gehörte die Pfarre zum Erzbistum Salzburg und unterstand dem Hauptpfarrer von Haus im Ennstal.
Im Jahre 1786 fiel die Pfarre an das neu gebildete Bistum Leoben und der damalige Bischof von Leoben Alexander Graf Engel spendete in Lassing 265 Firmlingen die Firmung. 1803 wurden in Admont 320, 1823 in Rottenmann 332 Lassinger Firmlinge gefirmt. 1829 wurden in der Pfarre 4204 Hl. Kommunionen gespendet. Die Ortschaft Fischern wurde 1789 zur Pfarre Lassing eingemeindet, gehört aber zur Gemeinde Aigen im Ennstal. 1832 errichtete man durch Spenden der Familie Legensteiner aus St. Lorenzen Kreuzwegstationen auf den Kalvarienberg. Diese sind heute jedoch bis auf die Kapelle nicht mehr erhalten.
Zu Ostern 1823 wollte Erzherzog Johann die Postmeistertochter Anna Plochl auf Burg Strechau heiraten. Aufgrund der fehlenden Zustimmung von Kaiser Franz I. wurde die Ehe jedoch im letzten Moment verhindert. Johann hatte jedoch bereits im Ehebuch der Pfarre Lassing unterschrieben.
1827 wurde die Straße nach Liezen errichtet, im Jahre 1828 bis zur Palten. 1826 veranlasste der damalige Pfarrer Johann Baptist Wudi die Errichtung einer Gemeindeschule in Döllach. Im Jahre 1850 wurden die beiden Lassinger Gemeinden: Lassing Sonnseite und Lassing Schattseite installiert und im Jahre 1872 vereinigt.
1862 verwüstete ein Hochwasser und Murenabgänge viele Ortsteile, vor allem Lassing-Kirchdorf. Kaiser Franz Joseph I. stiftete zum Wiederaufbau 500 Gulden zur Milderung der ärgsten Not. 1884 wurde danach der Kirchdorfbach um 1000 Gulden verbaut. 1894 wurde die Freiwillige Feuerwehr Lassing durch Oberlehrer Wolf ins Leben gerufen. Im gleichen Jahr übernahm der Bezirk die den Ort durchquerende Straße.
Von Oberlehrer Christian Wolf wurde 1895 der Spar- und Vorschusskassenverein nach Raiffeisen gegründet. Aus diesem Verein entsteht die heutige Raiffeisenbank Liezen mit den vier Bankstellen in Lassing, Selzthal, Weißenbach bei Liezen und Wörschach.
Im 19. Jahrhundert verlor die Gemeinde Lassing den Ortsteil Strechau mit Klamm an Rottenmann.
Im Jahre 1929 wurde Lassing Kirchdorf durch einen Brand stark beschädigt. Fast alle Häuser waren betroffen. Mit der Gründung der Gemeinde Selzthal, vor rund hundert Jahren, wurde der Ortsteil Neulassing nach Selzthal übertragen. Der Plan, die Burg Strechau an die Gemeinde Rottenmann zu übertragen, wurde durch ein historisches Gutachten verhindert.
In den beiden Weltkriegen mussten auch zahlreiche Lassinger Männer ihr Leben lassen. Ihre Namen sind auf den beiden Kriegerdenkmälern zu finden.
1943 verlor Lassing die Ortschaft Neulassing an Selzthal.

### Grubenunglück 1998
Im Juli 1998 ereignete sich das Grubenunglück von Lassing; es gilt als schwerstes Grubenunglück Österreichs in der Nachkriegszeit. Der zunächst allein verschüttete Georg Hainzl sollte von einer zehnköpfigen Rettungsmannschaft geborgen werden. Aber diese wurde durch einen weiteren Einbruch verschüttet.
In den nachfolgenden Tagen gerieten sowohl das zögerliche Handeln der Naintsch Mineralwerke GmbH, die das Bergwerk betrieb, die gegenüber ausländischen Hilfsangeboten ablehnende Haltung der österreichischen Behörden als auch deren pannenreiche Bergungsversuche in die Schlagzeilen.
Am neunten Tag wurde der noch als intakt vermutete Versorgungsschacht angebohrt und Georg Hainzl aus diesem, entgegen allen Prognosen und Wahrscheinlichkeiten, gerettet. Im Krankenhaus musste er erfahren, dass die 10 Männer seines Rettungstrupps ums Leben gekommen waren.

### Bevölkerungsentwicklung
Quelle: Statistik Austria

## Kultur und Sehenswürdigkeiten

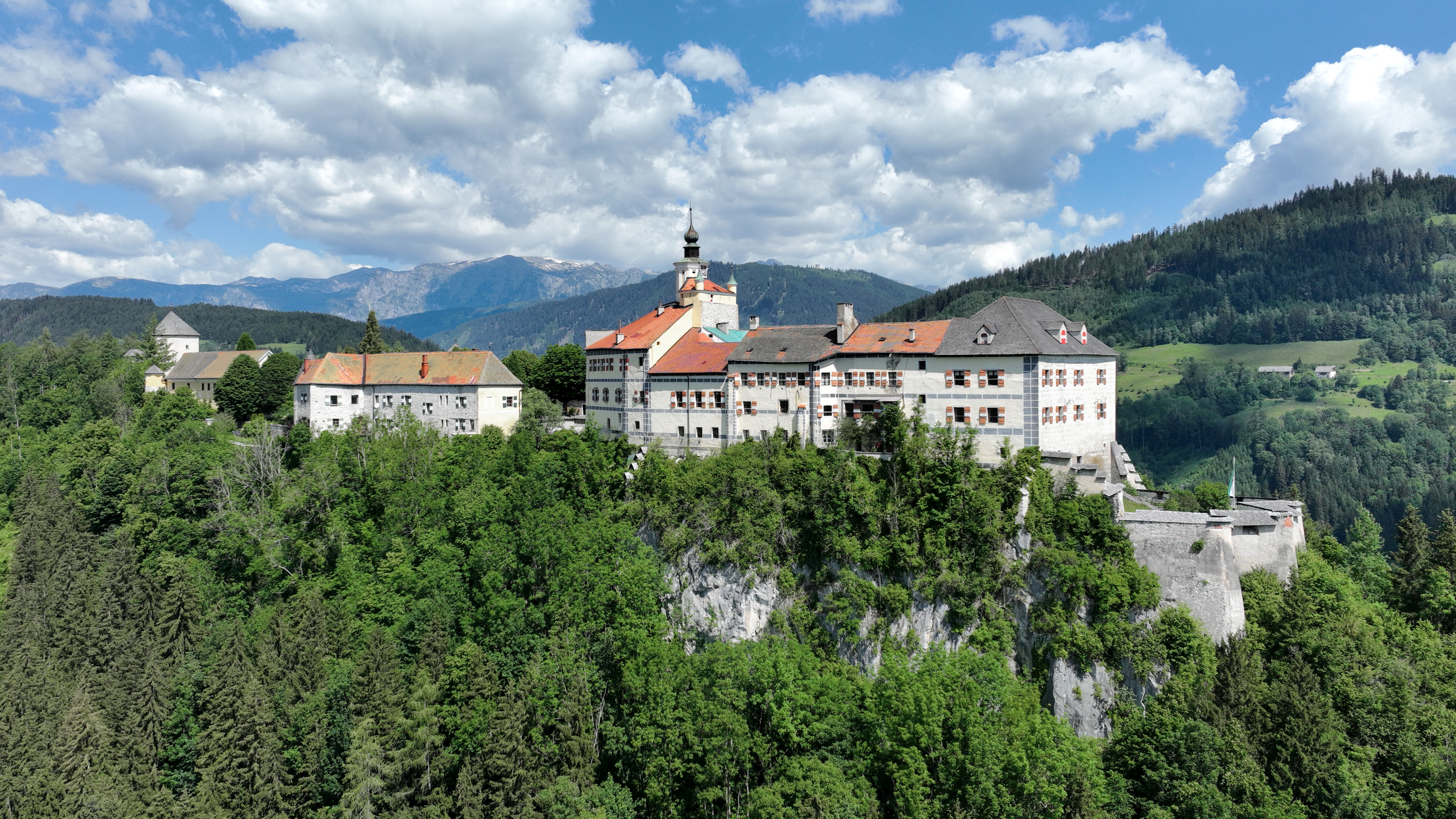
Burg Strechau

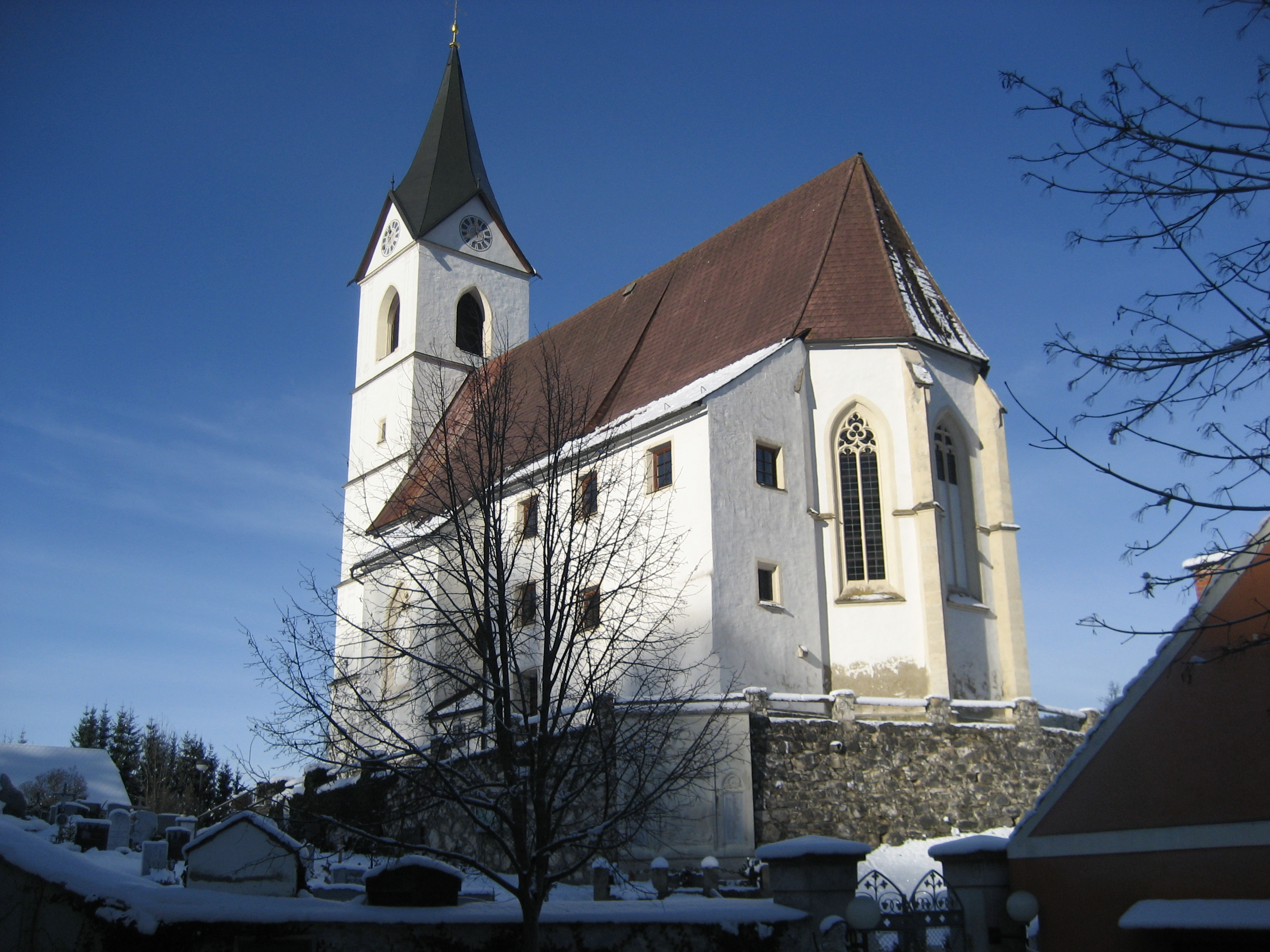
Pfarrkirche Lassing

- Burg Strechau: Urkundlich erwähnt wurde Strechau zum ersten Mal im Jahre 1074. Sie steht im Gemeindegebiet von Lassing auf einem hohen, steilen und schmalen Felsrücken über der Stadt Rottenmann im Paltental. Die Hochfläche musste erst künstlich verbreitert werden. Die Burg war einst durch starke Mauern mit Schießscharten und Zinnen geschützt. Beim Eingang zur Burg sieht man noch heute den Burggraben, das mit Eisen beschlagene Tor, das Fallgitter und die Pechnase. Die Anlage hat einen schönen Rittersaal, eine Kapelle, einen Wehrturm (Bergfried mit Hungerturm und Burgverlies) und Wirtschaftsgebäude.
- Katholische Pfarrkirche Lassing hl. Jakobus der Ältere: Die Kirche ist 26,75 m lang, 8,50 m breit und 9,60 m hoch. Die Gewölbekonstruktion ist sehr interessant, im Schiff bilden Netz- und Rippengewölbe ineinandergreifende Sechsecke, im Chorraum harmonisch ineinandergreifende Achtecke. Die Überwölbung bildet ein Tonnengewölbe mit Stichkappen und sternförmigen Rippen und sitzt im Kirchenschiff auf Diensten ohne Kämpfer. Die Fenster sind spitzbogig und mit gutem Maßwerk versehen. Zur Zeit des Kirchenbaus sind 5 gotische Flügelaltäre erwähnt, die nicht mehr erhalten sind, die heutige Einrichtung stammt aus dem Barock. Um 1738 wird der heutige Hochaltar errichtet. Er stammt von Balthasar Prandtstätter einem Judenburger Künstler. Der Marienaltar entstand um 1680, die ehemalige bekleidete gotische Gnadenmadonna wurde um 1780 durch eine Marienstatue von Johann Fortschegger ersetzt. Die Pfarrkirche wurde einige Male renoviert, so wurden in den 1950er Jahren Fresken an der Nordseite der Kirche freigelegt, sie stammen aus der Bauzeit der Kirche. Anfang der 1980er Jahre wird die Kirche innen renoviert, man ersetzt die hölzerne Doppelempore durch eine Steinempore. Im Chorraum werden durch die Errichtung eines Volksaltars einige Veränderungen durchgeführt. Danach wird die Kirche auch außen renoviert.
- Pfarrhof: Er bildet ein Ensemble mit der Pfarrkirche, seine heutige Gestalt bekommt der ab 1680, diese Jahreszahl findet sich auch auf einem Balken im Vorhaus. Auf der Nordwand sieht man ein Fresko, das den hl. Florian zeigt, aus dem 16. Jahrhundert.
- Häuser im Kirchdorf und den Ortsteilen: Hervorzuheben ist das Haus des ehemaligen Gasthauses Kisl, gegenüber dem Gemeindeamt, ein typisches Obersteirisches Bauernhaus, auf der Ostseite mit bemerkenswerten hölzernen Fenstern im Obergeschoß. Daneben findet sich das Haus des Schartnerhofes, mit schönen schmiedeeisernen Gittern im ersten Stock und einem schönen Erker. An der Ostseite ein Fresko mit dem Wappen der Familie Drykopf aus Rottenmann, deren Amtshof der Schartnerhof war.
- Im Ortsteil Treschmitz findet sich das schöne Steinhaus des vulgo Treschmitzer. Der Hof wird bereits 1232 genannt.
- Die verschiedenen Ortsteile zeigen typische obersteirische Bauernhäuser und Hofformen. Oftmals noch schöne gezimmerte Stadel und Schüttkästen (sog. Troadkasten). Viele der Gebäude stammen aus dem 17. Jahrhundert, die Stadel meist aus dem 18. Jahrhundert.
- Im Ortsteil Burgfried besitzt die Stiftung Theresianische Akademie in Wien einen Gutshof, den Nichtlhof. Dieser zeigt schöne Gutsarchitektur aus der Jahrhundertwende und beherbergt ein ehemaliges Molkereigebäude und ein Verwalterhaus im Schweizer Stil.

## Wirtschaft und Infrastruktur
Die wirtschaftliche Struktur von Lassing bilden zum einen hauptsächlich land- und forstwirtschaftliche Betriebe in mittlerer Größe, zum anderen Klein- und Mittelbetriebe. Über ein Jahrhundert spielte, bis zum Grubenunglück von Lassing, auch der Bergbau eine große Rolle. Neben dem Naintscher Talkumwerk, das nach dem Grubenunglück geschlossen wurde, betrieb die Österreichisch-Amerikanischen Magnesit AG (heute RHI AG) bis 1964 in der Gemeinde ein Bergwerk und einen Verarbeitungsbetrieb.

### Ansässige Unternehmen
- Paltentaler Splitt und Marmorwerke
- Holzsäge Egger in Döllach
- V&S Planungs und Bau GmbH
- Transporte Buchegger

### Verkehr
War ursprünglich geplant die Trasse der Kronprinz Rudolfsbahn über das Hochtal Lassing zu legen, wurde dieses Vorhaben aufgrund der Proteste der Bevölkerung und auch aus Kostengründen fallengelassen und der Bahnknoten in Selzthal errichtet. So sind verkehrsmäßig die Ortschaften Lassings nur durch Individualverkehr (Kfz, Fahrrad) gut erschlossen, der öffentliche Verkehr durch Busse der Österreichischen Bundesbahnen spielt eine sehr geringe Rolle, die nächsten Bahnhöfe befinden sich in Liezen und Selzthal.

### Bildung
Es gibt in Lassing einen Kindergarten und eine Volksschule.
Der Ende der Siebzigerjahre geplante Bau einer Berufsschule wurde wieder fallengelassen.

## Politik

### Geschichte
Bei den ersten Wahlen in der neu geschaffenen Republik errangen die Sozialdemokraten den Bürgermeistersitz, dies war vor allem auf die damalige zum Gemeindegebiet gehörende Eisenbahnersiedlung „Neulassing“ zurückzuführen. Das Amt des Bürgermeisters wechselte in der Folge stets zwischen SDAP und CSP, die sich in einer Koalition mit dem Landbund befand. Die in dieser Zeit in der Gemeinde starke Heimwehr nahm auch am Pfrimer-Putsch teil.
Nach der Errichtung des Ständestaats blieb die Koalition aus Christlich-Sozialen und dem Landbund bis 1938 im Amt. 1936 wurde am Friedhof ein Gedenkstein zu Ehren des ermordeten Diktators Engelbert Dollfuß enthüllt. Er besteht nach seiner Entfernung 1938 heute nicht mehr.
In der Gemeinde war zu dieser Zeit, wie im gesamten Ennstal, eine starke nationalsozialistische Agitation zu bemerken. Auch die örtliche Heimwehr war schon zum Teil nationalsozialistisch unterwandert.
Der Übergang der Gemeindeverwaltung nach 1938 ging friedlich vor sich, bei der Volksabstimmung stimmten jedoch nicht die „vorgesehenen“ 100 % für den Anschluss an das Deutsche Reich.
Nach 1945 gewann die ÖVP die Wahlen und stellt bis heute den Bürgermeister.
Die Gemeinderatswahl vom 21. März 2010 musste am 4. Juli 2010 wegen Unregelmäßigkeiten (Wahlrechtsentzug) wiederholt werden. 2020 trat nur die ÖVP zur Wahl an, die Wahlbeteiligung sank von 2015 mit 77,93 % auf 2020 mit 37,50 %.

### Gemeinderat
Der Gemeinderat hat 15 Mitglieder.
- Mit den Gemeinderatswahlen in der Steiermark 2000 hatte der Gemeinderat folgende Verteilung: 10 ÖVP, 3 SPÖ und 2 FPÖ.
- Mit den Gemeinderatswahlen in der Steiermark 2005 hatte der Gemeinderat folgende Verteilung: 8 ÖVP, 5 SPÖ und 2 FPÖ.[6]
- Mit den Gemeinderatswahlen in der Steiermark 2010 hatte der Gemeinderat folgende Verteilung: 9 ÖVP, 4 FPÖ und 2 SPÖ.[7]
- Mit den Gemeinderatswahlen in der Steiermark 2015 hat der Gemeinderat folgende Verteilung: 11 ÖVP und 4 FPÖ.[8]
- Mit den Gemeinderatswahlen in der Steiermark 2020 hat der Gemeinderat folgende Verteilung: 15 ÖVP.[9]

### Bürgermeister
- 1971–1988 Benedikt Schneider (ÖVP)[10]
- 1988–2000 Bernhard Zeiser (ÖVP)[11]
- 2000–2020 Friedrich Stangl (ÖVP)[12]
- seit 2020 Engelbert Schaunitzer (ÖVP)[13]

### Wappen
„In einem von Gold und Grün schräg rechts geteilten Schild ein von einem Tor und zwei Fenstern durchbrochener blauer Turm im goldenen und eine goldene Pilgermuschel im grünen Felde“. So lautet die Beschreibung des Wappens der Gemeinde Lassing.
Ursprünglich besteht das Gebiet aus zwei selbstständigen Gemeinden: die goldene Hälfte des Wappens steht für Lassing-Sonnseite, die grüne für die Teilgemeinde Lassing-Schattseite. Der Turm symbolisiert die Burg Strechau, die Muschel als das Zeichen des Heiligen Jakob, die Kirche von Lassing.

### Gemeindepartnerschaften
- Seit 1988 besteht eine Partnerschaft mit dem südfranzösischen Ort Luzenac, Region Okzitanien.[14] Die beiden Orte verbindet die gemeinsame Geschichte im Talkum-Bergbau.

## Persönlichkeiten

### Ehrenbürger
- 1865 Joseph Ritter von Waser, Landtags und Reichsratsabgeordneter
- 1896 Mathias Grabner, Pfarrer
- 1911 Christian Wolf, Schulmeister, Bürgermeister
- 1931 Gustav Verient, Gemeindekassier
- 1970 Friedrich Niederl, Landeshauptmann
- 1998 Benedikt Schneider, Volksschuldirektor
- 2006 Altbürgermeister Bernhard Zeiser, Bauer
- 2020 Hermann Schützenhöfer, Landeshauptmann[15]

### Mit der Gemeinde verbundene Persönlichkeiten
- Jakob Legensteiner (1801–1858), Abgeordneter des Bauernstandes zum Steiermärkischen Landtag nach der Revolution von 1848, lebte später in Sankt Lorenzen im Paltental.
- Ernst Dreher († 1934), aufständischer Nationalsozialist, wurde beim Juliputsch 1934 am Pyhrnpass erschossen, sog. „Blutzeuge“ der nationalsozialistischen Bewegung.
- Johann Dinawitzer (1884–1980), katholischer Geistlicher und Kunsthistoriker; wurde hier geboren.
- Friedrich Niederl (1920–2012), ehemaliger steirischer Landeshauptmann, geboren in Treglwang, wuchs jedoch schon vom Kleinkindalter an, in Lassing auf.
- Benedikt Schneider, Volkskundler, geboren in Liezen, verfasste u. a. das Buch „950 Jahre Lassing“.
- Hans Hofmann von Grünbühel und Strechau (1492–1564), war ein österreichischer Hofbeamter.
- Aqilinius Hirmer, Propst des Augustiner Chorherrenstiftes Rottenmann, legte 1711 sein Amt zurück und zog sich in die Pfarre Lassing zurück, in der er verstarb.
- Rudolf Postl (1913–1998), Dekan der Technischen Fakultät an der Universität Rostock[16]